# Forese Donati
Forese Donati était un noble italien né à Florence, associé aux Guelfes. Il était le fils de Simone di Forese et Tessa, et le frère de Corso et Piccarda Donati  Il était marié à Nella Donati et avait une fille, Ghita. Connu comme un ami d'enfance de Dante Alighieri. Il mourut en 1296, à Florence.
Dans leur jeunesse, Forese et Dante ont échangé une série de sonnets ludiques appelés tenzone, qui prennent la forme d'un  échange d'insultes.

## Rôle dans les œuvres de Dante Alighieri

### Forese dans laDivine Comédiede Dante
Dans le Purgatoire (chant XXIII) de la Divine Comédie, Dante rencontre Forese sur la sixième terrasse du Purgatoire, où les gloutons sont punis, forcés de mourir de faim, semblable à la punition de Tantale. Dante reconnaît à peine le visage émacié de Forese et l'état de son ami lui cause un grand chagrin. Il exprime sa surprise face au salut de Forese mort cinq ans auparavant et son avancement rapide à travers les terrasses du Purgatoire. Forese fait l'éloge de sa femme Nella, dont les prières lui ont permis de traverser rapidement le purgatoire, et dénigre les femmes florentines habillées de manière provocante et prédit que des codes vestimentaires plus restrictifs seront bientôt appliqués à Florence, d'une manière qui rappelle l' invective morale chrétienne des Pères de l'Église du IVe siècle.
Curieux de savoir comment Dante est arrivé là, Forese demande après la vie de Dante depuis sa propre mort. Dante fait référence à leur amitié et à leur indulgence commune dans un comportement pécheur quand ils étaient plus jeunes, y compris  la composition de la  tenzone vulgaire et insultante détaillée. Dante raconte à Forese son voyage à travers l'Enfer et le Purgatoire, accompagné de Virgile. Il pose des questions sur la sœur de Forese, Piccarda, et Forese informe Dante que Piccarda est maintenant au paradis. Il poursuit en identifiant d'autres personnages importants sur la terrasse des gloutons. Avant de quitter Dante, Forese prédit la mort prochaine de son frère Corso et sa descente aux enfers.

### Forese dans laTenzoneavec Dante
Dans la  tenzone de Dante avec Forese, il accuse Forese d'être sexuellement faible, et d'avoir des problèmes économiques. Forese est décrit comme ayant son nom associé à une famille immorale, connu pour être tristement célèbre pour ses manières avec l'argent. Il y a un extrait de la mère de Nella dans la tenzone dans lequel elle décrit à quel point elle est contrariée que Forese ait gaspillé la dot de Nella. Sa femme est décrite comme étant constamment froide, car Forese ne peut pas la satisfaire  au lit.